# Giải Louisa Gross Horwitz
Giải Louisa Gross Horwitz (tiếng Anh: Louisa Gross Horwitz Prize) là một giải thưởng khoa học được Đại học Columbia (Hoa Kỳ) trao hàng năm cho một người hoặc một nhóm người nghiên cứu có đóng góp quan trọng vào công cuộc nghiên cứu cơ bản trong các lãnh vực Sinh học và Hóa sinh.
Giải này được thành lập do tài sản di tặng của S. Gross Horwitz, và mang tên người mẹ của ông là Louisa Gross Horwitz - con gái của Dr. Samuel D. Gross, một trong số người đồng sáng lập ra "Hiệp hội Y học Hoa Kỳ" (American Medical Association).
Giải này được trao lần đầu vào năm 1967. Cho đến nay đã có 74 người đoạt giải, trong số đó có 39 người (tức khoảng 53%) đã đoạt giải Nobel (29 người đoạt giải Nobel Sinh lý và Y khoa, 10 người đoạt giải Nobel Hóa học). Giải này thường được coi là một giải báo trước cho giải Nobel sẽ tới sau.

## Các người đoạt giải
- 1967 Luis Leloir
- 1968 Har Gobind Khorana, Marshall Warren Nirenberg
- 1969 Max Delbrück, Salvador E. Luria
- 1970 Albert Claude, George E. Palade, Keith R. Porter
- 1971 Hugh E. Huxley
- 1972 Stephen W. Kuffler
- 1973 Renato Dulbecco, Harry Eagle, Theodore T. Puck
- 1974 Boris Ephrussi
- 1975 K. Sune D. Bergstrom, Bengt Samuelsson
- 1976 Seymour Benzer, Charles Yanofsky
- 1977 Michael Heidelberger, Elvin A. Kabat, Henry G. Kunkel
- 1978 David Hubel, Vernon Mountcastle, Torsten Wiesel
- 1979 Walter Gilbert, Frederick Sanger
- 1980 César Milstein
- 1981 Aaron Klug
- 1982 Barbara McClintock, Susumu Tonegawa
- 1983 Stanley Cohen, Viktor Hamburger, Rita Levi-Montalcini
- 1984 Michael S. Brown, Joseph L. Goldstein
- 1985 Donald D. Brown, Mark Ptashne
- 1986 Erwin Neher,Bert Sakmann
- 1987 Gunter Blobel
- 1988 Thomas R. Cech,Philip A. Sharp
- 1989 Alfred G. Gilman,Edwin G. Krebs
- 1990 Stephen C. Harrison, Michael G. Rossmann, Don C. Wiley
- 1991 Richard R. Ernst, Kurt Wüthrich
- 1992 Christiane Nüsslein-Volhard, Edward B. Lewis
- 1993 Nicole Le Douarin, Donald Metcalf
- 1994 Philippa Marrack, John W. Kappler
- 1995 Leland H. Hartwell
- 1996 Clay M. Armstrong, Bertil Hille
- 1997 Stanley B. Prusiner
- 1998 Arnold J. Levine, Bert Vogelstein
- 1999 Pierre Chambon, Robert Roeder, Robert Tjian
- 2000 H. Robert Horvitz, Stanley J. Korsmeyer
- 2001 Avram Hershko, Alexander Varshavsky
- 2002 James E. Rothman, Randy W. Schekman
- 2003 Roderick MacKinnon
- 2004 Tony Hunter, Tony Pawson
- 2005 Ada Yonath
- 2006 Roger D. Kornberg
- 2007 Joseph G. Gall, Elizabeth H. Blackburn, Carol W. Greider
- 2008 F. Ulrich Hartl, Arthur Horwich & Giải Horwitz danh dự cho Rosalind Franklin
- 2009 Victor R. Ambros, Gary Ruvkun
- 2010 Thomas J. Kelly, Bruce Stillman
- 2011 Jeffrey C. Hall, Michael Rosbash, Michael W. Young
- 2012 Richard Losick, Joe Lutkenhaus, Lucy Shapiro
- 2013 Edvard I. Moser, May-Britt Moser, John O'Keefe
- 2014 James P. Allison